# Granören (Sottunga, Åland)
Granören är en ö i Åland (Finland). Den ligger i Skärgårdshavet och i kommunen Sottunga i landskapet Åland, i den sydvästra delen av landet. Ön ligger omkring 42 kilometer öster om Mariehamn och omkring 240 kilometer väster om Helsingfors.
Öns area är 5 hektar och dess största längd är 350 meter i nord-sydlig riktning.